# Bitva u Fehrbellinu
Bitva u Fehrbellinu se odehrála 28. června roku 1675, mezi vojsky Švédské říše a Braniborsko-pruskou unií.

## Průběh
Švédové pod vedením hraběte Waldemara von Wrangela (nevlastního bratra Riksamirala Carla Gustafa Wrangela) napadli a obsadili části Braniborska ze svého ležení v Pomořansku, ale poblíž městečka Fehrbellin byli odraženi vojáky kurfiřta Bedřicha Viléma I. vedenými polním maršálem Georgem von Derfflinger.
Spolu s bitvou u Varšavy (1656) byla tato událost zásadní pro prestiž Bedřicha Viléma a braniborsko-pruské armády. Porážka Švédů v této bitvě v období švédských výbojů na území střední Evropy po skončení třicetileté války otřásl pověstí Švédů, coby tehdejší nejsilnější vojenské velmoci.